# Locomotiva FS 813
Le locomotive a vapore gruppo 813 erano locotender a tre assi accoppiati, a vapore saturo e a semplice espansione, che le Ferrovie dello Stato acquisirono in seguito al riscatto della Rete Adriatica dove erano immatricolate come gruppo 230.

## Storia
Le locomotive, in numero di 12 unità, vennero ordinate in due tempi successivi dalla società esercente la Rete Adriatica. Nel 1885 avvenne la prima consegna di tre unità da parte della Henschel di Cassel; le macchine vennero immatricolate nel gruppo RA 230. 
In seguito, nel 1904, quasi alla vigilia dell'incorporazione nel parco rotabili delle FS, vennero consegnate le ulteriori 9 unità di cui 2 costruite dalla Maffei di Monaco di Baviera e sette dall'italiana Ansaldo.  Le Ferrovie dello Stato le immatricolarono, in prima istanza, come 8131-8142.

## Caratteristiche tecniche
Le locomotive erano del tipo locotender a 3 assi accoppiati, a vapore saturo e semplice espansione. Il motore era a 2 cilindri esterni. Si trattava di macchine atte a servizi su linee secondarie a basso peso assiale ammissibile in quanto la loro massa era di sole 24 tonnellate. La loro velocità massima raggiungeva i 45 km/h. A differenza di altre macchine progettate alla fine del XIX secolo ebbero nella seconda fornitura l'installazione, di fabbrica, dell'impianto di frenatura automatica.
Erano del tutto analoghe al vecchio progetto soltanto adeguate alle nuove normative, con l'applicazione di valvole di sicurezza omologate e l'impianto necessario all'installazione del freno ad aria compressa e del freno moderabile ad aria sulla locomotiva. Tale applicazione provocò una differenza di aspetto rispetto alle prime tre unità dato che rialzando il praticabile per far spazio ai serbatoi dell'aria si rese necessaria l'applicazione, tutt'intorno, di ringhiere e corrimani per ragioni di sicurezza conferendo loro un aspetto piuttosto desueto.
Le locomotive in virtù del loro basso peso assiale erano atte all'uso in linee con armamento leggero.